# 저온 경화 기술
140℃에서 20분 동안 이뤄지던 상도 경화 공정을 90℃에서 진행하는 도료 기술이다.

## 상세
*경화 공정 : 자동차 도장 공정 과정에서 차체를 세척하고 색을 입히는 기술
기존보다 50℃ 더 낮은 온도에서 경화되는 새로운 도료를 활용하면서 동일한 도장 품질을 유지하는 기술로, 현대자동차가 개발했다. 90℃ 이상에서 경화되는 이소시아네이트 성분을 적용했다. 도장 라인은 자동차 제조 공정 중 가장 많은 에너지가 필요해, 해당 기술이 상용화될 경우 탄소 배출과 가스 사용량이 각각 40%가량 절감된다. 국내외 모든 현대차 공장에 이 기술을 적용할 시에 한 해 동안 자동차 제조 공정 중 배출되는 이산화탄소 가운데 1만6000여t을 줄일 수 있다.

## 같이 보기
탄소 중립
현대자동차
G80
제네시스
현대자동차그룹